# Michelob Championship at Kingsmill
Het Michelob Championship at Kingsmill was een jaarlijks golftoernooi in de Verenigde Staten en maakte deel uit van de Amerikaanse PGA Tour, van 1968 tot 2002. Het toernooi vond plaats op twee verschillende locaties. Van 1968 tot 1980 vond het toernooi plaats op de Silverado Country Club in Napa, Californië, en van 1981 tot 2002 vond het plaats op de Kingsmill Golf Club in Williamsburg, Virginia.
Het toernooi werd in 1968 opgericht als het Kaiser International Open Invitational en in 1977 vernoemd tot de Anheuser-Busch Golf Classic. Ten slotte werd het in 1996 vernoemd tot het Michelob Championship at Kingsmill.

## Winnaar
| Jaar                                   | Baan                                   | Winnaar                                | Score                                  | Score                                  | Info                                                           |                                        |
| Kaiser International Open Invitational | Kaiser International Open Invitational | Kaiser International Open Invitational | Kaiser International Open Invitational | Kaiser International Open Invitational | Kaiser International Open Invitational                         | Kaiser International Open Invitational |
| -------------------------------------- | -------------------------------------- | -------------------------------------- | -------------------------------------- | -------------------------------------- | -------------------------------------------------------------- | -------------------------------------- |
| 1968                                   | Silverado Country Club                 | Kermit Zarley                          | 273                                    | –15                                    |                                                                |                                        |
| 1969                                   | Silverado Country Club                 | Miller Barber                          | 135                                    | –9                                     | Wegens slechte weer, afgewerkt in twee speelronden             |                                        |
| 1969                                   | Silverado Country Club                 | Jack Nicklaus po                       | 273                                    | –15                                    | Won de play-off van George Archer, Billy Casper en Don January |                                        |
| 1970                                   | Silverado Country Club                 | Ken Still                              | 280                                    | –8                                     |                                                                |                                        |
| 1971                                   | Silverado Country Club                 | Billy Casper                           | 269                                    | –19                                    |                                                                |                                        |
| 1972                                   | Silverado Country Club                 | George Knudson                         | 271                                    | –17                                    |                                                                |                                        |
| 1973                                   | Silverado Country Club                 | Ed Sneed po                            | 275                                    | –13                                    | Won de play-off van John Schlee                                |                                        |
| 1974                                   | Silverado Country Club                 | Johnny Miller                          | 271                                    | –17                                    |                                                                |                                        |
| 1975                                   | Silverado Country Club                 | Johnny Miller                          | 272                                    | –16                                    |                                                                |                                        |
| 1976                                   | Silverado Country Club                 | J. Snead                               | 274                                    | –14                                    |                                                                |                                        |
| Anheuser-Busch Golf Classic            |                                        |                                        |                                        |                                        |                                                                |                                        |
| 1977                                   | Silverado Country Club                 | Miller Barber                          | 272                                    | –16                                    |                                                                |                                        |
| 1978                                   | Silverado Country Club                 | Tom Watson                             | 270                                    | –18                                    |                                                                |                                        |
| 1979                                   | Silverado Country Club                 | John Fought                            | 277                                    | –11                                    |                                                                |                                        |
| 1980                                   | Silverado Country Club                 | Ben Crenshaw                           | 272                                    | –16                                    |                                                                |                                        |
| 1981                                   | Kingsmill Golf Club                    | John Mahaffey                          | 276                                    | –8                                     |                                                                |                                        |
| 1982                                   | Kingsmill Golf Club                    | Calvin Peete                           | 203                                    | –10                                    | Wegens slechte weer, afgewerkt in drie speelronden             |                                        |
| 1983                                   | Kingsmill Golf Club                    | Calvin Peete                           | 276                                    | –8                                     |                                                                |                                        |
| 1984                                   | Kingsmill Golf Club                    | Ronnie Black                           | 267                                    | –17                                    |                                                                |                                        |
| 1985                                   | Kingsmill Golf Club                    | Mark Wiebe po                          | 273                                    | –11                                    | Won de play-off van John Mahaffey                              |                                        |
| 1986                                   | Kingsmill Golf Club                    | Fuzzy Zoeller                          | 274                                    | –10                                    |                                                                |                                        |
| 1987                                   | Kingsmill Golf Club                    | Mark McCumber                          | 267                                    | –17                                    |                                                                |                                        |
| 1988                                   | Kingsmill Golf Club                    | Tom Sieckmann po                       | 270                                    | –14                                    | Won de play-off van Mark Wiebe                                 |                                        |
| 1989                                   | Kingsmill Golf Club                    | Mike Donald po                         | 268                                    | –16                                    | Won de play-off van Tim Simpson en Hal Sutton                  |                                        |
| 1990                                   | Kingsmill Golf Club                    | Lanny Wadkins                          | 266                                    | –18                                    |                                                                |                                        |
| 1991                                   | Kingsmill Golf Club                    | Mike Hulbert po                        | 266                                    | –18                                    | Won de play-off van Kenny Knox                                 |                                        |
| 1992                                   | Kingsmill Golf Club                    | David Peoples                          | 271                                    | –13                                    |                                                                |                                        |
| 1993                                   | Kingsmill Golf Club                    | Jim Gallagher                          | 269                                    | –15                                    |                                                                |                                        |
| 1994                                   | Kingsmill Golf Club                    | Mark McCumber                          | 267                                    | –17                                    |                                                                |                                        |
| 1995                                   | Kingsmill Golf Club                    | Ted Tryba                              | 272                                    | –12                                    |                                                                |                                        |
| Michelob Championship at Kingsmill     |                                        |                                        |                                        |                                        |                                                                |                                        |
| 1996                                   | Kingsmill Golf Club                    | Scott Hoch                             | 265                                    | –19                                    |                                                                |                                        |
| 1997                                   | Kingsmill Golf Club                    | David Duval po                         | 271                                    | –13                                    | Won de play-off van Grant Waite en Duffy Waldorf               |                                        |
| 1998                                   | Kingsmill Golf Club                    | David Duval                            | 268                                    | –16                                    |                                                                |                                        |
| 1999                                   | Kingsmill Golf Club                    | Notah Begay III po                     | 274                                    | –10                                    | Won de play-off van Tom Byrum                                  |                                        |
| 2000                                   | Kingsmill Golf Club                    | David Toms po                          | 271                                    | –13                                    | Won de play-off van Mike Weir                                  |                                        |
| 2001                                   | Kingsmill Golf Club                    | David Toms                             | 269                                    | –15                                    |                                                                |                                        |
| 2002                                   | Kingsmill Golf Club                    | Charles Howell III                     | 270                                    | –14                                    |                                                                |                                        |

84 Lumber Classic ·
500 Festival Open Invitation ·
Agua Caliente Open ·
Air Canada Championship ·
Alameda County Open ·
Alcan Open ·
All American Open ·
Almaden Open ·
American Golf Classic ·
Ardmore Open ·
Arlington Hotel Open ·
AT&T Classic ·
Atlanta Open ·
Azalea Open Invitational ·
B.C. Open ·
Bahama's Open ·
Bakersfield Open Invitational ·
Baton Rouge Open Invitational ·
Beaumont Open Invitational ·
Blue Ribbon Open ·
Booz Allen Classic ·
Buick Challenge ·
Buick Open ·
Cajun Classic Open Invitational ·
California State Open ·
Carling World Open ·
Centel Classic ·
Chattanooga Classic ·
Cleveland Open ·
Connecticut Open ·
Coral Gables Open Invitational ·
Coral Springs Open Invitational ·
CVS Charity Classic ·
Dallas Open ·
Danny Thomas-Diplomat Classic ·
Dapper Dan Open ·
De Soto Open Invitational ·
Denver Open Invitational ·
Doral Open ·
Dow Jones Open Invitational ·
Durham Open ·
Eastern Open ·
El Paso Open ·
Empire State Open ·
Esmeralda Open ·
Fig Garden Village Open Invitational ·
Florida Open ·
Fort Wayne Open ·
Frank Sinatra Open Invitational ·
Gasparilla Open ·
Gatlin Brothers-Southwest Golf Classic ·
Ginn sur Mer Classic ·
Chicago Open ·
Glens Falls Open ·
Golden Gate Championship ·
Goodall Palm Beach Round Robin ·
Greater St. Louis Golf Classic ·
Gulfport Open ·
Haig Open Invitational ·
Hale America National Open Golf Tournament ·
Hall of Fame Golf Classic ·
Hershey Open ·
Hesperia Open Invitational ·
Houston Open ·
Indian Ridge Hospital Open Invitational ·
Inverness Invitational Four-Ball ·
Jacksonville Open ·
Kansas City Open ·
Kentucky Derby Open ·
Knoxville Invitational ·
La Gorce Open ·
Labatt Open ·
Liggett & Myers Open ·
Long Beach Open ·
Long Island Open ·
Lucky International Open ·
Maryland Open ·
Massachusetts Open ·
Mayfair Inn Open ·
Memphis Invitational ·
Metropolitan Open ·
Metropolitan PGA Championship ·
Miami Beach Open ·
Miami International Four-Ball ·
Miami Open ·
Michelob Championship at Kingsmill ·
Michigan Golf Classic ·
Milwaukee Open Invitational ·
Milwaukee Open ·
Mobile Sertoma Open Invitational ·
Motor City Open ·
Mountain View Open ·
National Airlines Open Invitational ·
National Celebrities Open ·
National Team Championship ·
New Jersey PGA Championship ·
New Jersey State Open ·
New York State Open ·
North and South Open ·
Northern California Open ·
Oakland Open ·
Ohio Kings Island Open ·
Ohio Open ·
Oklahoma City Open Invitational ·
Oklahoma Open ·
Ontario Open ·
Orange County Open Invitational ·
Oregon Open ·
Pasadena Open ·
Pennsylvania Open Championship ·
Pensacola Open ·
Pepsi Championship ·
Philadelphia Daily News Open ·
Philadelphia Golf Classic ·
Philadelphia Inquirer Open ·
Philadelphia Open ·
Portland Open Invitational ·
Reading Open ·
Rebel Yell Open ·
Rio Grande Valley Open ·
Robinson Open ·
Rubber City Open Invitational ·
Sacramento Open ·
Sahara Invitational ·
Seattle Open Invitational ·
Sioux City Open ·
Southern (Spring) Open ·
St. Paul Open ·
St. Petersburg Open Invitational ·
Sunset-Camellia Open Invitational ·
Sunshine Open Invitational ·
Tacoma Open ·
The International ·
Thomasville Open ·
Thunderbird Classic ·
Thunderbird Invitational ·
Tournament of the Gardens Open ·
Tucson Open ·
Turning Stone Resort Championship ·
US Bank Championship in Milwaukee ·
US Professional Match Play Championship ·
Utah Open ·
Virginia Beach Open ·
Virginia Open ·
Waco Turner Open ·
Walt Disney World Golf Classic ·
West End Classic ·
West Palm Beach Open Invitational ·
Westchester Open ·
Western Open ·
White Sulphur Springs Open ·
Wisconsin State Open ·
World Championship of Golf ·
Yorba Linda Open Invitational